# یاین کان
یاین کان (انگلیسی: Iain Conn) (زاده ۱۹۶۲) کارآفرین، بازرگان و مدیر ارشد اجرایی بریتانیایی است، که در حال حاضر به‌عنوان مدیر عامل اجرایی شرکت سنتریکا فعالیت می‌کند.